# Дуткевич Ярослав Володимирович
Яросла́в Володи́мирович Дутке́вич — український військовик, старшина Збройних сил України.

## Нагороди
За особисту мужність і героїзм, виявлені у захисті державного суверенітету та територіальної цілісності України, вірність військовій присязі під час російсько-української війни.
- нагороджений орденом «За мужність» III ступеня (25.3.2015).